# 烏雷凱尼鄉
47°10′N 26°31′E / 47.167°N 26.517°E
烏雷凱尼鄉（羅馬尼亞語：Comuna Urecheni, Neamț），是羅馬尼亞的鄉份，位於該國東北部，由尼亞姆茨縣負責管轄，面積30平方公里，海拔高度288米，2007年人口4,185，人口密度每平方公里140人。